# 青桃院学園風紀録
『青桃院学園風紀録』（せいとういんがくえんふうきろく）は、真堂樹による日本のライトノベル。イラストは松本テマリが担当している。コバルト文庫（集英社）より2001年6月から2006年6月まで刊行された。2003年にはマリン・エンタテインメントよりドラマCDも発売されている。

## 登場人物
如月剣（きさらぎ つるぎ）
声 - 石田彰
ケンカと食べることが大好きな、青桃院学園高等部1年生（※しかも編入）。無類の喧嘩好きであり、極度の大食漢にして、鈍感な性格。朱雀とは、気の合うケンカ友達（だと思っている）。風紀委員。
篁朱雀（たかむら すざく）
声 - 成田剣
何においても面倒くさがりな、青桃院学園高等部1年生。風紀委員であり、躑躅とは同室。剣への恋心を自覚し、伝えようとしてもまったく伝わっていない可哀相なヘタレ。剣とは、中学時代からの知り合い。
伊集院躑躅（いじゅういん つつじ）
声 - 置鮎龍太郎
百合が好きな、青桃院学園高等部3年生。風紀委員長にして、生徒会副会長。密と風紀を乱すことが大好きな、自他ともに認める美男子。剣と朱雀を気に入っている。
御霊寺密（ごりょうじ ひそか）
声 - 子安武人
青桃院高等部3年生にして、生徒会長。長い黒髪の美男子かつ、生真面目な性格。躑躅とは15年以上も一緒な幼馴染かつ天敵（?）。陰陽道に長けている。彼の妹は、極度なブラコン。
竹中竹千代（たけなか たけちよ）
声 - 阪口大助
中等部から進級してきた生徒。剣とは同室。
鹿ヶ谷薫（ししがたに かおる）
声 - 緑川光
躑躅の大ファンにして、青桃院高等部1年生。美少年。剣を一方的にライバル視している。
ミュゲ・ド・ロワイヤル
声 - 藤原啓治

## 既刊一覧
- 真堂樹（著） / 松本テマリ（イラスト） 『青桃院学園風紀録』 集英社〈コバルト文庫〉、全15巻
  1. 「キケンじゃないだろ！」2001年6月10日第1刷発行（6月1日発売[3]）、ISBN 4-08-614861-7
  2. 「スリルがあるだろ！」2001年8月10日第1刷発行（7月27日発売[4]）、ISBN 4-08-614890-0
  3. 「フツウじゃないだろ！」2001年10月10日第1刷発行（9月28日発売[5]）、ISBN 4-08-600015-6
  4. 「オモチャがすきだろ！」2001年12月10日第1刷発行（11月30日発売[6]）、ISBN 4-08-600037-7
  5. 「ヒミツがあるだろ！」2002年3月10日第1刷発行（3月1日発売[7]）、ISBN 4-08-600076-8
  6. 「キメてもいいだろ！」2002年10月10日第1刷発行（10月3日発売[8]）、ISBN 4-08-600166-7
  7. 「ボウケンするだろ！」2003年1月10日第1刷発行（2002年12月25日発売[9]）、ISBN 4-08-600206-X
  8. 「フジュンじゃないだろ！」2003年8月10日第1刷発行（7月25日発売[10]）、ISBN 4-08-600298-1
  9. 「カゲキになるだろ！」2003年12月10日第1刷発行（11月28日発売[11]）、ISBN 4-08-600349-X
  10. 「ホンキでいくだろ！」2004年5月10日第1刷発行（4月27日発売[12]）、ISBN 4-08-600419-4
  11. 「トリコにするだろ！」2004年7月10日第1刷発行（7月1日発売[13]）、ISBN 4-08-600445-3
  12. 「ミダレりゃいいだろ！」2004年12月10日第1刷発行（11月30日発売[14]）、ISBN 4-08-600513-1
  13. 「オトナになるだろ！」2005年7月10日第1刷発行（7月1日発売[15]）、ISBN 4-08-600613-8
  14. 「シュヤクになるだろ！」2006年1月10日第1刷発行（2005年12月22日発売[16]）、ISBN 4-08-600712-6
  15. 「ケッコンするだろ！」2006年7月10日第1刷発行（6月30日発売[17]）、ISBN 4-08-600791-6